# 南緯31度線
南緯31度線（なんい31どせん）は、地球の赤道面より南に地理緯度にして31度の角度を成す緯線。大西洋、南アフリカ共和国、インド洋、オーストラリア、太平洋、南アメリカを通過する。　
この緯度の下では、夏至点時の可照時間は14時間10分であり、冬至点時の可照時間は10時間8分である。

## 通過する地域一覧
南緯31度線は、本初子午線から東に向かって以下の場所を通っている。
| 地理座標                                               | 国土・領土・領海 | 備考                                                                                 |
| ------------------------------------------------------ | ---------------- | ------------------------------------------------------------------------------------ |
| 南緯31度0分 東経0度0分 / 南緯31.000度 東経0.000度      | 大西洋           |                                                                                      |
| 南緯31度0分 東経17度40分 / 南緯31.000度 東経17.667度   | 南アフリカ共和国 | 北ケープ州 - 約20km 西ケープ州 北ケープ州 東ケープ州 クワズール・ナタール州 - 約13km |
| 南緯31度0分 東経30度16分 / 南緯31.000度 東経30.267度   | インド洋         |                                                                                      |
| 南緯31度0分 東経115度19分 / 南緯31.000度 東経115.317度 | オーストラリア   | 西オーストラリア州 南オーストラリア州 ニューサウスウェールズ州                       |
| 南緯31度0分 東経153度2分 / 南緯31.000度 東経153.033度  | 太平洋           |                                                                                      |
| 南緯31度0分 西経71度39分 / 南緯31.000度 西経71.650度   | チリ             |                                                                                      |
| 南緯31度0分 西経70度17分 / 南緯31.000度 西経70.283度   | アルゼンチン     |                                                                                      |
| 南緯31度0分 西経57度52分 / 南緯31.000度 西経57.867度   | ウルグアイ       |                                                                                      |
| 南緯31度0分 西経55度53分 / 南緯31.000度 西経55.883度   | ブラジル         | リオグランデ・ド・スル州 - 約13km                                                    |
| 南緯31度0分 西経55度45分 / 南緯31.000度 西経55.750度   | ウルグアイ       |                                                                                      |
| 南緯31度0分 西経55度26分 / 南緯31.000度 西経55.433度   | ブラジル         | リオグランデ・ド・スル州                                                             |
| 南緯31度0分 西経50度41分 / 南緯31.000度 西経50.683度   | 大西洋           |                                                                                      |